# Echinacanthus longipes
Echinacanthus longipes är en akantusväxtart som beskrevs av Hsien Shui Lo och D. Fang. Echinacanthus longipes ingår i släktet Echinacanthus och familjen akantusväxter. Inga underarter finns listade i Catalogue of Life.